# Dmitri Kharatian
Dmitri Vadimovitch Kharatian (en russe : Дми́трий Вади́мович Харатья́н) né le 21 janvier 1960 à Almalyk, est un acteur soviétique puis russe de théâtre et cinéma, artiste du peuple de la fédération de Russie (2007). Il travaille également dans le doublage des films et dessins animés.

## Biographie
Né à Almalyk dans la province de Tachkent, en Ouzbékistan, Dmitri Kharatian est le fils de Vadim Mikhaïlovitch Kharatian - d'origine arménienne - enseignant de l'école technique, et de son épouse, née Svetlana Olegovna Tizenko (1935, Arkhangelsk), ingénieur en construction. Un an après sa naissance, la famille déménage à Lipetsk, puis, en 1963, s'installe à Krasnogorsk dans l'oblast de Moscou. Dmitri sort de l'école supérieure d'art dramatique Mikhaïl Chtchepkine en 1982.
En 1992, il joue le détective Aleksandr Touretski dans Le Carré noir de Youri Moroz adapté du roman La Foire à Sokolniki de Friedrich Neznansky.

## Filmographie partielle
- 1976 : La Farce (Розыгрыш) de Vladimir Menchov : Igor
- 1981 : Les Gens du marais (Люди на болоте) de Viktor Tourov : Stepan Glouchak
- 1983 : Le Fourgon vert (Зелёный фургон!) d'Aleksander Pavlovski : Volodia Patrikeiev
- 1987 : Garde-marines, en avant! (Гардемарины, вперёд!) de Svetlana Droujinina
- 1991 : Vive Garde-marines ! (en) (Виват, гардемарины!) de Svetlana Droujinina
- 1992 : Trois cœurs (ru) de Vladimir Popkov (ru)
- 1992 : Garde-marines 3 (en) (Гардемарины III) de Svetlana Droujinina
- 1992 : À Odessa, il fait beau, mais il pleut à Little Odessa (На Дерибасовской хорошая погода, или На Брайтон-Бич опять идут дожди) de Leonid Gaïdaï
- 1992 : Le Carré noir (Чёрный квадрат, Chyorny kvadrat) de Youri Moroz : Aleksandr Touretski
- 1996 : La Reine Margot (Королева Марго, Koroleva Margo) d'Alexandre Mouratov (ru) : La Môle
- 1997 : La Crise de l'âge mûr (ru) de Garik Soukatchev
- 2000 : Kamenskaïa (Каменская) de Youri Moroz : Sasha, frère de Kamenskaïa
- 2004 : Une saga moscovite, feuilleton télévisé de Dmitri Barchtchevski : Chevtchuk, surveillant au Goulag
- 2006 : Aurora d'Oksana Bayrak (ru)
- 2007 : Valeri Kharlamov. Prolongation (ru) de Jürgen Staal
- 2009 : Les Trésors du cardinal Mazarin ou le Retour des Mousquetaires (en) (Возвращение мушкетёров, или Сокровища кардинала Мазарини) de Gueorgui Jungwald-Khilkevitch